# Horconcitos
Horconcitos è un comune (corregimiento) della Repubblica di Panama situato nel distretto di San Lorenzo, provincia di Chiriquí, di cui è capoluogo. Si estende su una superficie di 73,1 km² e conta una popolazione di 996 abitanti (censimento 2010).